# Atletica leggera ai Giochi della XXVII Olimpiade - 400 metri piani maschili

Video della Finale

I 400 metri piani hanno fatto parte del programma di atletica leggera maschile ai Giochi della XXVII Olimpiade. La competizione si è svolta nei giorni 22-25 settembre 2000 allo Stadio Olimpico di Sydney.

## Presenze ed assenze dei campioni in carica
| Competizione         | Atleta              | Prestazione | Sydney 2000  |
| -------------------- | ------------------- | ----------- | ------------ |
| Olimpiadi 1996       | Michael Johnson     | 43”49       | Presente     |
| Commonwealth 1998    | Iwan Thomas         | 44”52       | Solo 4x400 m |
| Goodwill Games 1998  | Michael Johnson     | 43”76       | Presente     |
| Europei 1998         | Iwan Thomas         | 44”52       | Solo 4x400 m |
| Coppa del mondo 1998 | Iwan Thomas         | 45”33       | Solo 4x400 m |
| Asiatici 1998        | Sugath Thilakaratne | 44”99       | Presente     |
| Panamericani 1999    | Gregory Haughton    | 44”59       | Presente     |
| Africani 1999        | Kennedy Ochieng     | 44”77       | Presente     |
| Mondiali 1999        | Michael Johnson     | 43”18       | Presente     |
|                      |                     |             |              |
| Mondiali junior 1996 | Obea Moore          | 45”27       | Non qual.    |

## La gara
Michael Johnson, campione olimpico e mondiale in carica, è il favorito per la conquista della medaglia d'oro. L'atleta USA comincia la sua rincorsa al titolo correndo 45"25 in batteria (tempo più veloce), poi vince il primo quarto di finale (45"31).
In semifinale si accontenta di arrivare secondo (44"65) dietro il connazionale Alvin Harrison (44"53). Antonio Pettigrew fa sua la seconda serie (45"24). Nei turni preliminari si contano solamente quattro tempi sotto i 45".
In finale il giamaicano Haughton tenta il tutto per tutto con un passaggio ai 100 metri in 10"9 e ai 200 in 21"2. Johnson lo raggiunge ai 300 metri (32"1 per entrambi), poi s'invola verso la vittoria. Anche Harrison raggiunge e supera il giamaicano, per una doppietta USA.
In batteria il giovane saudita Hamdam Al Bishi stabilisce con 45"22 il record asiatico junior.

## Risultati

### Turni eliminatori
| 9 Batterie         | 22 settembre | 68 partenti   | Si qualificano i primi 3 + i 5 migliori tempi. |
| 4 Quarti di finale | 23 settembre | 8 + 8 + 8 + 8 | Si qualificano i primi 4.                      |
| 2 Semifinali       | 24 settembre | 8 + 8         | Si qualificano i primi 4.                      |
| Finale             | 25 settembre | 8 concorrenti |                                                |

### Finale
Stadio Olimpico, lunedì 25 settembre, ore 20:25.
| Pos    | Paese       | Atleta               | Tempo |
| ------ | ----------- | -------------------- | ----- |
|        | Stati Uniti | Michael Johnson      | 43"84 |
|        | Stati Uniti | Alvin Harrison       | 44"40 |
|        | Giamaica    | Gregory Haughton     | 44"70 |
| 4      | Brasile     | Sanderlei Parrela    | 45"01 |
| 5      | Polonia     | Robert Mackowiak     | 45"14 |
| 6      | Sudafrica   | Hendrick Mokganyetsi | 45"26 |
| 7      | Giamaica    | Danny McFarlane      | 45"55 |
| Squal. | Stati Uniti | Antonio Pettigrew    | 45"42 |

Michael Johnson è il primo uomo a vincere due volte i 400 metri alle Olimpiadi (tra le donne c'è riuscita solo Marie-José Pérec quattro anni prima). Con i suoi 33 anni, è anche l'atletà più maturo a vincere una gara di velocità, battendo il record di Linford Christie, che aveva vinto i 100 metri a Barcellona all'età di 32 anni.